# Jus Suffragii

Logo, Jus Suffragii

Jus Suffragii var en tidning som utgavs av International Alliance of Women varje månad mellan 1906 och 1924, och som fungerade som organisationens officiella tidning under den perioden.
Den publicerade globala nyheter om kvinnors rättigheter, främst rösträtten med också andra rättigheter och framgångar inom till exempel yrkeslivet. Den ersattes 1924 av International Women's News.